# Kirk Franklin
Kirk Franklin (Fort Worth, 26 gennaio 1970) è un musicista e cantante statunitense.
Afroamericano  di genere gospel, in cui ha integrato numerosi elementi di musica hip hop ed R&B, ha pubblicato il suo primo album gospel, Kirk Franklin & Family, nel 1993. È allo stesso tempo leader di diversi cori gospel quali "Kirk Franklin & the Family", "Kirk Franklin's Nu Nation", "God's Property" e "Kirk Franklin Presents 1NC".

## Biografia
Nativo di Fort Worth, Texas, abbandonato dalla madre all'età di tre anni e senza mai aver conosciuto suo padre, da piccolo venne accudito da una sua zia, Gertrude Franklin. La zia era una donna profondamente religiosa, e crebbe Franklin nell'osservanza dello stile di vita dei cristiani evangelici Battisti. Egli sviluppò precocemente il suo talento per la musica, tanto che suonava il pianoforte all'età di quattro anni e ad undici divenne direttore musicale del Mt.Rose Baptist Church adult Choir, vicino a Dallas. Nel periodo della sua adolescenza Franklin dapprima si allontanò dalla cerchia di persone della sua chiesa; dopo essere stato espulso dalla sua scuola, dopo aver avuto una ragazza rimasta incinta, e dopo la morte improvvisa di un suo amico, che venne ucciso all'età di 15 anni, egli tornò in chiesa.
Dopo aver diretto il DFW Mass Choir durante i Gospel Music Workshop of America del 1990, mise in piedi "The Family", un coro formato da diciassette voci, e nel 1992 iniziò la sua carriera discografica.
Dal 1996 è sposato con Tammy Wynetteed insieme hanno avuto tre figli.
Franklin ha integrato lo stile Hip Hop ed R&B con il genere gospel in album quali The Nu Nation Project e God's Property, i quali hanno riscosso un notevole successo nelle classifiche Gospel, Pop ed R&B.
Franklin ha collaborato con alcuni dei maggiori artisti contemporanei della musica gospel, come ad esempio Tonex, Donnie McClurkin, Richard Smallwood, Crystal Lewis, la pastoressa Shirley Caesar, Jaci Valesquez, e Willie Neal Johnson. Ha anche collaborato con alcuni artisti in contesti esterni alla musica cristiana, come Bono, Mary J. Blige e R Kelly, inoltre, nel 1996 la sua "My life is in Your hands" è stata inserita nella colonna sonora del film Let's get on the Bus del regista Spike Lee.
Le canzoni di Kirk Franklin sono pubblicate dalla Zomba Music Publishing, una divisione della BMG.

## Discografia

### Album in studio
- 1993 - Kirk Franklin & the Family
- 1995 - Kirk Franklin & the Family Christmas
- 1996 - Whatcha Lookin' 4
- 1997 - God's Property
- 1998 - The Nu Nation Project
- 2002 - The Rebirth of Kirk Franklin
- 2005 - Hero
- 2007 - The Fight of My Life
- 2011 - Hello Fear

### Singoli
- 1998 - Lean on Me

## Video musicali
- "Lean On Me"
- "Revolution"
- "Stomp"
- "Brighter Day"
- "Looking for You"
- "Imagine Me"
- "I Smile"
- "Witness me"

## Riconoscimenti
| 1996-1998 | Grammy Awards | Best Contemporary Soul Gospel Album: Whatcha Lookin' 4 Best Gospel Album By Choir On Chorus: God's Property Best Contemporary Soul Gospel Album: The Nu Nation Project |

## Curiosità
- La zia Gertrude Franklin, non avendo grandi disponibilità economiche, guadagnava il denaro per le lezioni di pianoforte di Kirk Franklin raccogliendo e rivendendo lattine di alluminio il sabato mattina di ogni settimana.
- Nel 1996, Dopo essere caduto da un palco nella buca dell'orchestra, rimase in stato di incoscienza per diverse ore. Si dice che la sua My Life Is in Your Hands sia ispirata a partire da questa esperienza.
- Nel 1998 Kirk Franklin ha pubblicato la sua autobiografia, dal titolo Church boy.
- Tutti gli album di Kirk Franklin hanno raggiunto la prima posizione nella classifica di Billboard dei Top Gospel Albums.
- Kirk Franklin & the Family fu il primo album di debutto di genere gospel a ricevere il riconoscimento di disco di platino, inoltre rimase nella classifica Top Gospel Albums di Billboard per oltre 100 settimane.
- Tutti gli album di Kirk Franklin, (Ad eccezione dell'album natalizio Kirk Franklin & the Family Christmas) hanno raggiunto la prima posizione nella classifica di Billboard dei Top Contemporary Christian
- Uno dei componenti della corale "Kirk Franklin & the Family" è Jon Drummond, un famoso atleta statunitense, vincitore tra l'altro della medaglia d'oro alle Olimpiadi di Sydney del 2000 nella staffetta 4x100 m.
- Il 6 ottobre 2007 si esibisce per la prima volta in Italia, al Palasport di Novara, nell'ambito della manifestazione "Novara Gospel Festival", riscuotendo un grande successo tra il pubblico italiano.